# Torre del Compte
Torre del Compte – gmina w Hiszpanii, w prowincji Teruel, w Aragonii, o powierzchni 19,46 km². W 2011 roku gmina liczyła 148 mieszkańców.